# Kanton Pézenas
Kanton Pézenas (francouzsky Canton de Pézenas) je francouzský kanton v departementu Hérault v regionu Languedoc-Roussillon. Tvoří ho pět obcí.

## Obce kantonu
- Caux
- Nézignan-l'Évêque
- Pézenas
- Saint-Thibéry
- Tourbes